# Szczep Omikron wirusa SARS-CoV-2
Omikron – szczep koronawirusa SARS-CoV-2, odpowiedzialnego za wywoływanie choroby COVID-19. Szczep został po raz pierwszy zgłoszony do Światowej Organizacji Zdrowia (WHO) z RPA 24 listopada 2021 r. 26 listopada 2021 r. WHO określiła go jako „niepokojący” (ang. variant of concern) i nadała mu nazwę omikron (piętnasta litera alfabetu greckiego).